# رضواني أمينة
أمينة رضواني (ولدت في 9 سبتمبر 1984 في بجاية) هي لاعبة دولية جزائرية في رياضة الكرة الطائرة. يبلغ طولها 1.80 م وتلعب في مركز الهجوم.

## الأندية
النادي الحالي:  اتحاد فيلجويف الرياضي
النادي السابق:  نادي أوليمبك سينس للكرة الطائرة
النادي السابق:  مشعل بلدية بجاية